# Municipio de Edgewater Park
El municipio de Edgewater Park (en inglés, Edgewater Park Township) está ubicado en el condado de Burlington, Nueva Jersey, Estados Unidos. Según el Censo de 2020, tiene una población de 8930 habitantes.

## Geografía
Está ubicado en las coordenadas 40°3′13″N 74°55′6″O / 40.05361, -74.91833 (40.053506, -74.918438).

## Demografía
Según la Oficina del Censo, en 2000 los ingresos medios de los hogares eran de $48,936 y los ingresos medios de las familias eran de $52,016. Los hombres tenían unos ingresos medios de $38,156 frente a $27,304 para las mujeres. Los ingresos per cápita eran de $22,920. Alrededor del 8.6% de la población estaba por debajo del umbral de pobreza.
De acuerdo con la estimación 2016-2020 de la Oficina del Censo, los ingresos medios de los hogares son de $59,085 y los ingresos medios de las familias son de $90,594. Los ingresos per cápita en los últimos doce meses, medidos en dólares de 2020, son de $34,394.